# با آن

با آن هي عاصمة وأكبر مدينة في ولاية كايين،ميانمار.